# Calybites phasianipennella

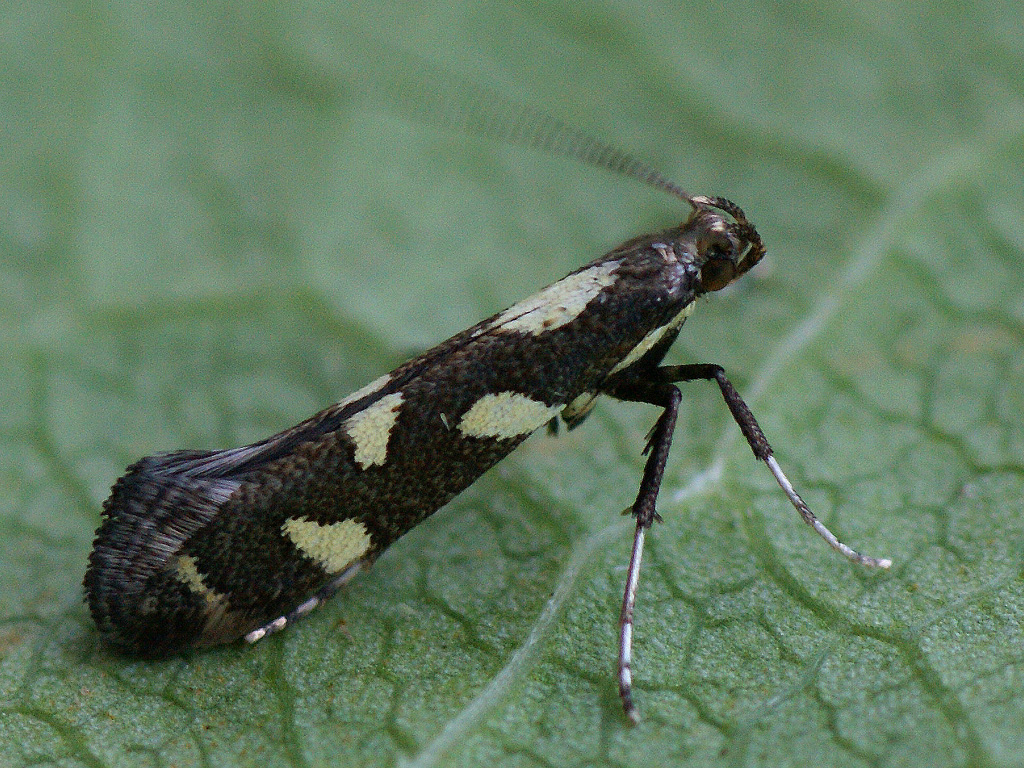
f. quadruplella

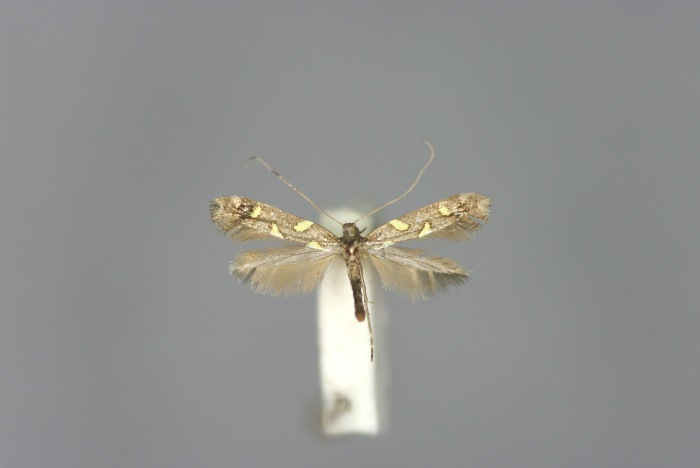
Exemplar mit gespannten Flügeln

Calybites phasianipennella ist ein Schmetterling aus der Familie der Miniermotten (Gracillariidae). Die Art wurde von Jacob Hübner im Jahr 1813 als Tinea phasianipennella  erstbeschrieben. Der Artname kommt aus dem Lateinischen und setzt sich aus den beiden Begriffen phasiani für „Fasan“ und pennella für „farben“ oder „aussehend“ zusammen.

## Taxonomie
Synonyme sind u. a.:
- Calybites phasianipennellus (Hübner, 1813)
- Calybites quadruplellus Zeller, 1839
- Gracilaria quadruplella (Zeller, 1839)

## Merkmale
Die Flügelspannweite der Falter beträgt 10–11 mm. Von Calybites phasianipennella gibt es zwei ganz unterschiedliche Formen. Die typische Form besitzt einen großen dorsalen Längsstreifen und reduzierte blassere Flecke andernorts. Die zweite Form, als f. quadruplella bekannt, weist vier große scharf gezeichnete cremefarbene oder weißliche Flecke auf: zwei auf dem Dorsum sowie zwei oder drei, im Wechsel zu den beiden Dorsalflecken, entlang der Costa (Vorderflügelrand). Weiterhin gibt es Übergangsformen.

## Verbreitung
Die Art ist in der Paläarktis verbreitet. In Europa ist sie weit verbreitet. Weitere Funde gibt es aus Kleinasien, dem Kaukasus, Zentralasien, Sibirien und dem Fernen Osten (Primorje, Japan).

## Lebensweise
Calybites phasianipennella ist eine polyphage Art mit verschiedenen krautigen Pflanzen als Wirtspflanzen. Zu diesen zählen der Bastard-Gänsefuß, der Schlingknöterich, der Windenknöterich, der Gewöhnliche Gilbweiderich, der Gewöhnliche Blutweiderich, der Alpen-Säuerling, die Persicaria-Arten Wasser-Knöterich, Wasserpfeffer, Ampfer-Knöterich und Floh-Knöterich sowie die Rumex-Arten Wiesen-Sauerampfer, Kleiner Sauerampfer, Wasser-Ampfer, Fluss-Ampfer und Stumpfblättriger Ampfer. Die Raupen beobachtet man zwischen Juli und September. Sie minieren in den Blättern ihrer Wirtspflanzen, anfangs auf der Blattunterseite, später auf der Blattoberseite. Sie bilden anfangs eine Gangmine, die später zu einer Platzmine vergrößert wird. Die Raupen verlassen zu einem späteren Zeitpunkt das Blatt und wickeln den Blattrand zu einer spiralförmig angelegten Blattrolle zusammen. Sie bilden mehrere dieser Blattrollen, in welchen sie ihren Blattfraß durchführen. Die Raupen legen schließlich eine konische Blattrolle an, in welcher sie sich dann verpuppen.
Calybites phasianipennella ist eine bivoltine Art mit zwei Generationen im Jahr. Die Sommergeneration fliegt von Juni bis August, während eine zweite Generation von Oktober bis in den Mai den Folgejahres fliegt und überwintert.